# Kroger

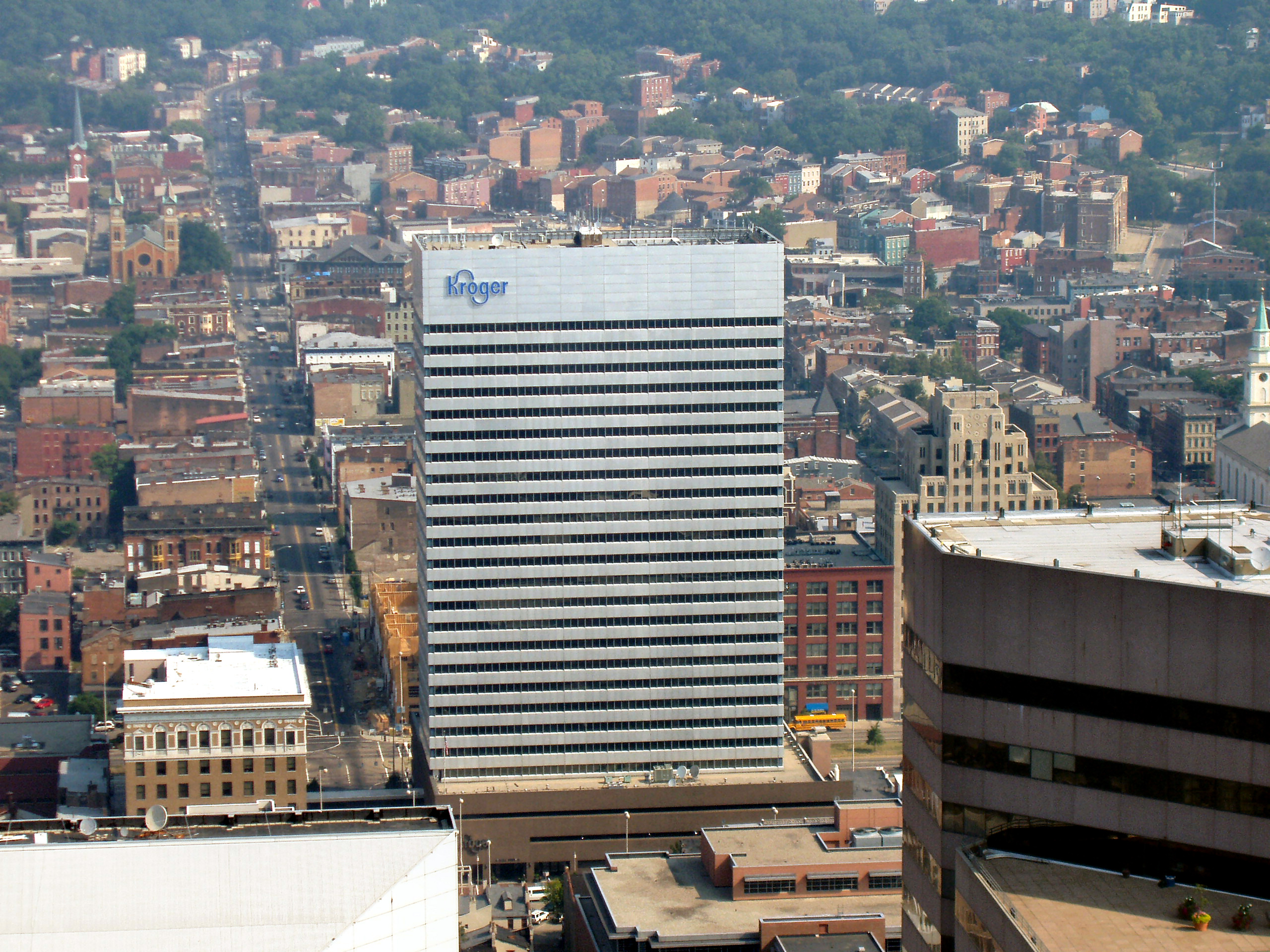
Штаб-квартира Kroger в Цинциннаті

The Kroger Co. (NYSE: KR) — американська мережа супермаркетів, заснована в 1883 році в Цинциннаті (штат Огайо). Оборот компанії за останній фінансовий рік склав понад 60 млрд доларів США. Мережа є третім найбільшим роздрібним продавцем в США після Wal-Mart і The Home Depot. Станом на кінець січня 2006 року мережа складалася із більше ніж 2500 супермаркетів, 579 з яких мали свій власний автозаправляльний комплекс.

## Історія

### Заснування
У 1883 році 23-річний Бернард Крогер, п’ятий з десяти дітей німецьких іммігрантів, вклав свої заощадження в розмірі 372 доларів (приблизно 10 000 доларів у 2020 році) у відкриття продуктового магазину на Перл-стріт, 66 в центрі Цинциннаті. Син купця, він керував бізнесом із простим девізом: «Будь особливим. Ніколи не продай те, чого б ти сам не хотів». Він експериментував із маркетинговими продуктами, які виробляла його компанія, щоб його клієнтам не потрібно було заступатися за окремі магазини та ферми.
У 1884 році Крогер відкрив свій другий магазин. У 1902 році була зареєстрована компанія Kroger Grocery and Baking Company. До цього часу компанія зросла до сорока магазинів і щороку продала товарів на 1,75 мільйона доларів. Крім того, Kroger став першою продуктовою мережею, яка має власну пекарню.
У 1916 році компанія Kroger розпочала магазини самообслуговування. До цього всі товари тримали за прилавками, клієнти їх просили, а потім клерки доставляли клієнтам.
У 1929 році ходили чутки, що Safeway об’єднається з Kroger.
У 1930-х роках Kroger став першою продуктовою мережею, яка контролювала якість продукції та тестувала продукти, що пропонуються покупцям, а також першою, хто мав магазин, оточений з усіх чотирьох сторін автостоянками.

### 1950—1960-ті
З 1955 року Kroger почав купувати мережі супермаркетів, виходячи на нові ринки. У травні Kroger вийшов на ринок Х'юстона, штат Техас, купивши мережу 26 магазинів Henke & Pillot, що в Х'юстоні. У червні Kroger придбав Krambo Food Stores, Inc. в Епплтоні, штат Вісконсин. Наприкінці липня вона придбала Child's Food Stores, Inc. у Джексонвіллі, штат Техас.
У січні 1956 року компанія викупила Big Chain Stores, Inc., мережу з семи магазинів, що базується в Шривпорті, штат Луїзіана, пізніше об'єднавши її з групою Childs. Усі ці мережі прийняли прапор Kroger у 1966 році.
Під час усіх придбань у вересні 1957 року Kroger продала свій відділ магазинів у Вічиті, штат Канзас, який тоді складався з 16 магазинів, компанії J. S. Dillon and Sons Stores Company, яку тоді очолював Рей С. Діллон, син засновника компанії.
У жовтні 1963 року Крогер придбав мережу 56 магазинів Market Basket, забезпечивши їм плацдарм на прибутковому ринку південної Каліфорнії. (До цього часу у Kroger не було магазинів на захід від Канзасу).
Kroger відкривав магазини у Флориді під банерами SuperRx і Florida Choice з 1960-х до 1988 року, коли мережа вирішила вийти зі штату і продала всі свої магазини. Найбільшу частку купив Kash n' Karry.

### 1970
У 1970-х роках Крогер став першим бакалейщиком у Сполучених Штатах, який випробував електронний сканер, і першим, хто формалізував дослідження споживачів.
Попри те, що Kroger довгий час керував магазинами в районі Хантсвілль-Декейтер на півночі Алабами (як південне продовження регіону Нешвілл, штат Теннессі), він не працював на найбільшому ринку штату, Бірмінгемі, з початку 1970-х років, коли він вийшов як результат жорсткої конкуренції з боку Winn-Dixie та місцевих мереж Bruno's Supermarkets і Western Supermarkets.
Крогер побудував ультрасучасний молочний завод (Crossroad Farms Dairy) в Індіанаполісі в 1972 році, який тоді вважався найбільшим молочним заводом у світі.
Kroger покинув ринок Чикаго в 1970 році, продавши свій дистриб'юторський склад у Нортлейку, штат Іллінойс. і 24 магазини до мережі продуктових магазинів Dominick's Finer Foods.
Крогер покинув Мілвокі в 1972 році, продавши кілька магазинів компанії Jewel. Пізніше Kroger повернеться у 2015 році після придбання Roundy's.
Kroger вийшов на ринок Шарлотти в 1977 році, швидко розширився протягом 1980-х років, коли він купив кілька магазинів у BI-LO. Однак більшість магазинів були в менш бажаних районах і не вписувалися в престижний імідж Крогера. Менш ніж через три місяці після виходу BI-LO ця компанія вирішила знову вийти на ринок Шарлотти, а в 1988 році Крогер оголосив, що виходить з ринку Шарлотти, і виставив свої магазини на продаж. Ахолд купив решту магазинів Kroger в районі Шарлотти й перетворив їх на BI-LO.

### 1980
Kroger мав ряд магазинів у Західній Пенсільванії, охоплюючи Піттсбург та прилеглі райони з 1928 до 1984 року, коли США почали переживати серйозну економічну рецесію. Рецесія мала два значних і пов'язаних зі впливом на діяльність Kroger наслідки в регіоні. Один з них полягав у тому, що дуже циклічна виробнича економіка регіону впала в більшій пропорції, ніж решта США, що підірвало попит на високоякісні продукти та послуги, які пропонує Kroger. Другим наслідком економічної рецесії було погіршення відносин між робочою силою та керівництвом, що спричинило тривалий страйк працівників у 1983 та 1984 роках. Під час страйку Kroger вилучила всі свої магазини з ринку Західної Пенсільванії, включаючи деякі нещодавно відкриті «супермагазини» та «теплиці», продавши ці магазини Wetterau (нині частина SuperValu), який негайно передав магазини незалежним власникам, продовжуючи працювати. постачати їх під брендами FoodLand і Shop 'n Save. Вихід Крогера передав ринок недорогим місцевим конкурентам, зокрема Giant Eagle та бакалійним магазинам, які постачають SuperValu. Kroger все ще зберігає присутність у сусідніх районах Моргантауна, Вілінга і Віртона (усі — Західна Вірджинія) / Стюбенвілл (Огайо), де Giant Eagle має набагато меншу присутність, а магазини, надані SuperValu, практично не існують. Хоча в усіх цих випадках Walmart залишається основним конкурентом, а Aldi — єдиний інший супермаркет, де ринки перекриваються.
Kroger вийшов на конкурентоспроможний ринок Сан-Антоніо, штат Техас, у 1980 році, але вийшов з нього в середині 1993 року. 15 червня 1993 року компанія оголосила про закриття своїх 15 магазинів.
У 1981 році мережа закрила кілька магазинів у Флінті, штат Мічиган, які були перетворені місцевим бізнесменом Елом Кесселом на нову мережу під назвою Kessel Food Markets. Kroger купив більшість цих магазинів ще в 1999 році й почав їх повертати. Кілька інших магазинів у Мічигані були продані іншій мережі Hamady Brothers, що базується на Флінті, у 1980 році. Придбання Хамаді було недовгим.
У 1982 році Kroger продав мережу Market Basket з 65 магазинів, яка діяла протягом кількох років у південній Каліфорнії. Після придбання мережі магазинам було повернено бренд Boys Markets. Boys Markets була придбана Yucaipa Companies у 1989 році. Коли Yucaipa придбала Ralphs, бренд Boys зник.
У 1983 році The Kroger Company придбала мережу продуктових магазинів Dillon Companies у Канзасі разом зі своїми дочірніми компаніями (King Soopers, City Market, Fry's and Gerbes) і мережею мінімагазинів Kwik Shop. Девід Діллон, нащадок у четвертому поколінні Дж. С. Діллона, засновника Dillon Companies, став генеральним директором Kroger.
На північному сході Огайо Крогер мав завод у Солоні, штат Огайо, до середини 1980-х років. Коли цей завод закрився через високі витрати на робочу силу місцевих профспілок, Kroger закрив свої магазини на північному сході Огайо в районах Клівленда, Акрона та Янгстауна. Деякі з тих колишніх магазинів Kroger були захоплені такими магазинами, як Acme Fresh Markets, Giant Eagle і Heinens.
Kroger відкрив і мав близько 50 магазинів у Сент-Луїсі, поки не пішов з ринку в 1986 році, заявивши, що його магазини збиткові. Більшість його магазинів купили National, Schnucks і Shop 'n Save. Більшість магазинів Kroger, що залишилися, у східному Міссурі та західно-центральному Іллінойсі стали західним розширенням Центрального відділу (штаб-квартира в Індіанаполісі).
У 1989 році Kroger також пережив подібний вихід із Чаттануги, штат Теннессі. Багато з цих магазинів були продані місцевій продуктовій мережі Red Food, яку своєю чергою купила BI-LO у 1994 році. Сьогодні Чаттануга є єдиним столичним ринком у Теннессі. в якому Kroger не працює, а найближчим місцем є Далтон, штат Джорджія з 2 магазинами (Волнат-авеню та Клівлендське шосе).

## Мережі магазинів
- Baker's (Небраска)
- Cala Foods і Bell Markets (Каліфорнія)
- City Market (Колорадо, Нью-Мексико, Юта, Вайомінг)
- Dillons (Канзас)
- Food 4 Less і Foods Co. (Каліфорнія, Іллінойс, Індіана, Невада)
- Fred Meyer (Аляска, Айдахо, Орегон, Вашингтон)
  - Fred Meyer Marketplace (Аляска, Орегон, Вашингтон)
  - Fred Meyer Northwest Best (Орегон, Вашингтон)
- Fred Meyer Jewelers
  - Littman Jewelers
  - Barclay Jewelers
  - Fox's Jewelers
- Fry's Food and Drug (Аризона)
  - Fry's Marketplace (Аризона)
- Gerbes (Міссурі)
- Hilander (Іллінойс)
- JayC Food Stores (Індіана)
- King Soopers (Колорадо, Вайомінг)
- Kroger
  - Kroger Marketplace (Огайо, Кентуккі)
- KwikShop (Канзас, Небраска)
- Loaf 'N Jug
- Owen's Market (Індіана)
- Pay Less Food Markets (Індіана)
- Quality Food Centers aka QFC (Орегон, Вашингтон)
- Ralphs (Каліфорнія)
  - Ralphs Marketplace (Каліфорнія)
- Smith's Food and Drug (Аризона, Айдахо, Монтана, Невада, Нью-Мексико, Юта, Вайомінг)
  - Smith's Marketplace (Юта)